# Pavlivka, Kobeleakî
Pavlivka (în ucraineană Павлівка) este un sat în comuna Brodșciîna din raionul Kobeleakî, regiunea Poltava, Ucraina.

## Demografie
Componența lingvistică a localității Pavlivka
     Ucraineană (97,73%)
     Alte limbi (2,27%)
Conform recensământului din 2001, majoritatea populației localității Pavlivka era vorbitoare de ucraineană (97,73%), existând în minoritate și vorbitori de alte limbi.